# Tyson Fury
Tyson Luke Fury (Manchester, 12. kolovoza 1988.) britanski je profesionalni boksač. 
Bio je nositelj titule Svjetskog boksačkog vijeća (WBC) u teškoj kategoriji od 2020. do 2024. kada ju je izgubio protiv Oleksandra Usika. Prethodno je držao ujedinjene titule u teškoj kategoriji od 2015. do 2016. i titulu časopisa „Ring” dva puta između 2015. i 2022.[nedostaje izvor] Također je držao naslov Međunarodne boksačke organizacije (IBO) tijekom svoje prve vladavine prvaka. Na regionalnoj razini održao je više naslova prvaka u teškoj kategoriji, uključujući dva puta britanski naslov između 2011. i 2015.; naslov prvaka Europe od 2014. do 2015.; i naslov Commonwealtha od 2011. do 2012. godine.
Kao amater osvojio je brončanu medalju na Svjetskom juniorskom prvenstvu 2006.; zlato na Europskom juniorskom prvenstvu 2007.; srebro na Europskom juniorskom prvenstvu 2007.; i osvojio je ABA naslov u superteškoj kategoriji 2008. Godine 2015. njegova pobjednička borba protiv Vladimira Klička donijela mu je titulu borca godine od strane „The Ringa”. Godine 2018. njegova neriješena borba protiv Deontaya Wildera proglašena je rundom godine i „The Ring” mu je dodijelio nagradu za povratak godine. Godine 2020., porazom od Deontaya Wildera, Fury je postao treći teškaš, nakon Floyda Pattersona i Muhammada Alija, koji je dvaput držao titulu časopisa „The Ring”, a mediji ga naširoko smatraju linijskim prvakom u teškoj kategoriji. „The Ring” je 2021. godine njegovu trilogijsku borbu protiv Wildera proglasio borbom godine.
Od prosinca 2022., BoxRec i ESPN Furyja rangiraju kao najboljeg svjetskog aktivnog teškaša, također je rangiran kao šesti pound-for-pound prema ESPN-u i Udruženju novinara o boksu Amerike.
Hrvatski profesionalni boksač Agron Smakići bio je sparing partner Tysonu Furyiju, koji se pripremao za borbu s Oleksandrom Usikom za naslov apsolutnog svjetskog boksačkog prvaka u teškoj kategoriji 2024. godine. Za vrijeme priprema, Smakići je nanio posjekotinu Tysonu Furyiju (za sanaciju posjekotine bilo je potrebno 15 šavova) i onemogućio mu borbu s Oleksandrom Usikom u dogovorenom terminu u veljači 2024. pa je borba otkazana za svibanj 2024. godine. U njoj je doživio svoj prvi poraz u karijeri.